# Siemens SME
Siemens SME (SME) је професионални рачунар, производ фирме Siemens који је почео да се израђује у Немачкој током 1978. године.
Користио је Intel 8085 као централни микропроцесор а RAM меморија рачунара SME је имала капацитет до 64 KB. 
Као оперативни систем кориштен је ISIS.

## Детаљни подаци
Детаљнији подаци о рачунару SME су дати у табели испод.
|                       |                                                    |
| [ 1 ]                 |                                                    |
| Произвођач            |                                                    |
| Тип                   | професионални рачунар                              |
| Меморија              | Све до 64 KB                                       |
| Поријекло             | Њемачка                                            |
| Година                | 1978                                               |
| Тастатура             | Пуни помак 62 тастера, уграђен Intel 8741 процесор |
| Процесор              |                                                    |
| Фреквенција процесора | 4                                                  |
| RAM                   | Све до 64 KB                                       |
| ROM                   | 2 Boot ROM + 2 монитор                             |
| Текст                 | 80 стубова x 25 линија                             |
| Графика               | само текст                                         |
| Боја                  |                                                    |
| Звук                  | 8 гласова синтисајзер                              |
| Димензије             | 43 (ширина) x 33,5 (дубина) x 9,8 (висина)         |
| Портови               |                                                    |
| Оперативни систем     | оперативни систем                                  |